# Nafisa Sheripboeva
Nafisa Sheripboeva (en ouzbek : Nafisa Umirbek qizi Sheripboeva), née le 8 novembre 2001, est une judokate handisport ouzbèke concourant dans la catégorie des -63 kg.

## Carrière
Lors des Jeux paralympiques d'été de 2020, elle bat la Russe Olga Pozdnysheva lors de son premier combat avant de perdre contre l'Ukrainienne Iryna Husieva en demi-finale. Dans le match pour la médaille de bronze, elle bat l'Espagnole Marta Arce pour monter sur le podium.

## Palmarès
| Date | Compétition           | Lieu     | Place |
| ---- | --------------------- | -------- | ----- |
| 2018 | Championnats du monde | Odivelas | 13e   |
| 2018 | Jeux para-asiatiques  | Jakarta  | 2e    |
| 2021 | Jeux paralympiques    | Tokyo    | 3e    |